# Quartier de la Roquette
Quartier de la Roquette är Paris 43:e administrativa distrikt, beläget i elfte arrondissementet. Distriktet är uppkallat efter en viss gul blomväxt, Roquette, vilken växer i grannskapet.
Elfte arrondissementet består även av distrikten Folie-Méricourt, Saint-Ambroise och Sainte-Marguerite.

## Sevärdheter
- Notre-Dame-du-Perpétuel-Secours
- Square de la Folie-Régnault
- Rue du Faubourg-Saint-Antoine
- Place de la Bastille
- Square de la Roquette
- Cour Debille

## Bilder
| - De fyra administrativa distrikten i Paris elfte arrondissement. - Porte Saint'Antoine och La Bastille på Truschets och Hoyaus karta över Paris från år 1552. - Basilikan Notre-Dame-du-Perpétuel-Secours. - Rue du Faubourg-Saint-Antoine. |

## Kommunikationer
- Tunnelbana – linje  – Voltaire